# Przepuklina okołostomijna
Przepuklina okołostomijna – późne powikłanie stomii (obok jej wypadania, zwężenia czy zmian skórnych okołostomijnych). Należy ona do kategorii przepuklin pooperacyjnych.  Jej wrotami jest otwór w powłokach brzusznych (a właściwie ujmując w powięzi mięśnia skośnego zewnętrznego brzucha lub prostego brzucha) przepuszczający wyłonione jelito. Przyczynami powstawania przepukliny okołostomijnej jest stałe poszerzanie się otworu w powłokach, a rzadziej błąd chirurga polegający na zbyt szerokim otworze lub zastosowaniu nieodpowiednich szwów.
Objawami przepukliny okołostomijnej jest powiększające się z czasem uwypuklenie w okolicy wyłonionej stomii. Pojawiają się wówczas problemy z odpowiednim zaopatrzeniem stomii (niemożność dopasowania płytki bazowej lub worków samoprzylepnych). Istnieje także możliwość uwięźnięcia we wrotach przepukliny (obok wyprowadzonego jelita) pętli jelitowych co doprowadza do niedrożności jelit. 
Według znawców tematu np. Golighera mimo najlepszej techniki operacyjnej i stosowania tzw. "zasad dobrej stomii" podanych przez Turnbulla i Weakleya w 1967 roku, pojawienie się przepukliny okołostomijnej jest nieuniknione i jest jedynie kwestią długości życia pacjenta po wyłonieniu. 
Leczenie przepukliny okołostomijnej jest jedynie operacyjne. Problematyczny jest czas wykonania zabiegu. Przyjmuje się, że jeśli rokowanie co do życia  pacjenta jest złe, a przepuklina nie utrudnia pasażu treści do worka stomijnego, można pozostawić ją bez leczenia. Jeśli rokowanie jest dobre lub  przepuklina zaburza wydalanie czy też uniemożliwia prawidłowe zaopatrzenie należy zastosować leczenie operacyjne.
Wyróżnia się tu: 
- relokację stomii – wyłonienie jej w innym miejscu wraz z zeszyciem poprzedniego otworu
- proste zwężenie szwami poszerzonego otworu wokół stomii

Obie te metody charakteryzują się wysokim odsetkiem nawrotów (30-70%). W roku 1985 Sugarbaker podał klasyczny już dziś sposób zaopatrywania przepuklin okołostomijnych z użyciem siatki polipropylenowej (wycina się w niej otwór przepuszczający jelito). Siatka ta wzmacnia również bliznę powstałą w wyniku  ponownego otwarcia jamy otrzewnej. Metoda ta lub jej odmiany pozostają obecnie najlepszym sposobem naprawy. W ostatnich latach pojawiały się doniesienia o stosowaniu siatki wzmacniającej już w czasie pierwotnego zabiegu wyłaniania stomii, co miałoby zapobiegać powstawaniu przepuklin okołostomijnych.  